# Терёшин, Владимир Иванович
Владимир Иванович Терёшин (13 июля 1928, Никитино, Кораблинский район, Рязанская область, РСФСР, СССР — 2015) — советский и российский библиотековед и преподаватель, кандидат педагогических наук, профессор (1980).

## Биография
Родился 13 июля 1928 года в Никитине. В 1943 году поступил в училище при заводе ЗИС, который он окончил в 1945 году, после окончания которого он автоматом был принят на работу на завод ЗИС, где отработал вплоть до 1950 года в качестве рабочего. В 1950 году поступил в Московское педагогическое училище № 2, однако окончить его к сожалению не смог, ибо через несколько месяцев был призван в армию. Находясь на службе в армии увлёкся библиотековедением и в 1951 году был назначен на должность начальника полковой библиотеки. В 1952 году после прохождения срочной военной службы был отпущен домой и в 1953 году вернулся на завод ЗИЛ в качестве библиотекаря, где он отработал вплоть до 1959 года, одновременно с этим с 1953 по 1958 году учился на вечернем факультете МГБИ, в 1958 году поступил на аспирантуру МГБИ, которую он окончил в 1962 году. В 1963 году администрация МГБИ пригласила дипломированного специалиста к себе и тот был принят на работу в качестве преподавателя, сначала являлся ассистентом, затем деканом библиотечного факультета и профессором.
Скончался в 2015 году.

## Научные работы
Основные научные работы посвящены архивоведению, информационной потребности пользователей, общему библиотековедению и фондоведению. Автор свыше 360 научных работ.

## Членство в обществах
- 1994-2015 — Член МАИ.